# Puchar Europy w Lekkoatletyce 1996
17 Puchar Europy w lekkoatletyce - ogólnoeuropejskie zawody lekkoatletyczne, które odbyły się 1 i 2 czerwca 1996 roku. Organizatorem imprezy było Europejskie Stowarzyszenie Lekkoatletyczne.

## Superliga
Zawody Superligi Pucharu Europy rozegrano na stadionie w Madrycie. Rywalizację wśród panów i pań wygrała reprezentacja lekkoatletyczna Niemiec. Był to ostatni przypadek w historii – do momentu zaprzestania organizowania zawodów Pucharu Europy w roku 2008 – kiedy rywalizację kobiet wygrała inna ekipa niż Rosjanki.

### Tabela końcowa
| Pozycja | Reprezentacja   | Punkty |
| ------- | --------------- | ------ |
| 1       | Niemcy          | 142    |
| 2       | Wielka Brytania | 125    |
| 3       | Włochy          | 110    |
| 4       | Hiszpania       | 106    |
| 5       | Rosja           | 103    |
| 6       | Francja         | 93,5   |
| 7       | Ukraina         | 84     |
| 8       | Szwecja         | 75,5   |
| 9       | Finlandia       | 53     |

| Pozycja | Reprezentacja   | Punkty |
| ------- | --------------- | ------ |
| 1       | Niemcy          | 115    |
| 2       | Rosja           | 97     |
| 3       | Białoruś        | 79     |
| 4       | Ukraina         | 78     |
| 5       | Francja         | 75     |
| 6       | Wielka Brytania | 73     |
| 7       | Hiszpania       | 49     |
| 8       | Bułgaria        | 46     |